# Scatophila picta
Scatophila picta är en tvåvingeart som beskrevs av Sturtevant och Wheeler 1954. Scatophila picta ingår i släktet Scatophila och familjen vattenflugor.
Artens utbredningsområde är Alaska. Inga underarter finns listade i Catalogue of Life.